# Jan Kok
Johan "Jan" Adolph Frederik Kok (Soerabaja, 9 de julho de 1889 - 2 de dezembro de 1958) foi um futebolista neerlandês, medalhista olímpico.
Jan Kok competiu nos Jogos Olímpicos de Verão de 1908 em Londres. Ele ganhou a medalha de bronze.